# Campamento de Askar
El campamento de Askar (en árabe: مخيم عسكر‎:  عسكر) es un campamento de refugiados palestino ubicado en el término municipal de Nablus, en Cisjordania, establecido en 1950 sobre 0,119 kilómetros cuadrados de terreno. En 1965, debido a problemas de superpoblación, el campamento fue expandido en unos 0,09 kilómetros cuadrados más. Los residentes del campamento se refieren a esta expansión como “Nueva Askar”, aunque no está reconocida oficialmente como campamento y, por lo tanto, no dispone de servicios de UNRWA en él.
Según la Agencia de Naciones Unidas para los Refugiados de Palestina en Oriente Próximo (UNRWA), la población registrada en ambos campamentos es aproximadamente de 18.000 habitantes. Aproximadamente 1.900 familias reciben ayuda alimenticia. Se trata del cuarto campamento con más refugiados de Cisjordania y el quinto con menos superficie, lo que ha generado serios problemas de hacinamiento.
UNRWA tiene numerosas instalaciones en el campamento de Askar, incluyendo escuelas y centros de salud. Además de estas, el campamento tiene muchos centros comunitarios propios que incluyen el Centro de la Paz y el Desarrollo, ubicado en Nueva Askar. La Universidad Nacional An-Najah organiza campamentos para voluntarios internacionales cada año. 

## Ubicación
El campamento de Askar se encuentra dentro del término municipal de Nablus. Por este motivo, tras los Acuerdos de Oslo, el campamento original quedó en la denominada Zona A, bajo control completo de la Autoridad Nacional Palestina, mientras que su expansión de Nueva Askar quedó en Zona B, con control compartido entre la Autoridad Nacional Palestina y las autoridades militares israelíes. Esta diferenciación ha supuesto una creciente división entre ambas partes del campamento. El hacienamiento acuciante del campamento ha llevado a las autoridades de UNRWA a sugerir una nueva expansión del mismo.

## Demografía
Debido a las difíciles condiciones en las que se encuentran los campamentos de refugiados palestinos, a las que se añade la circunstancia de que el campamento de Askar cuenta con la extensión de Nueva Askar, las cifras concernientes a su población suelen variar dependiendo de la fuente. Según UNRWA España, en el campamento de Askar viven 15.887 habitantes, mientras que la versión inglesa de la web de UNRWA proporciona la cifra de 18.500 personas registradas. La Oficina Central de Estadísticas de Palestina, en su censo de 2007, calculó la población del campamento en 18.081 habitantes. Cualquiera de estas cifras supone un notable incremento con referencia al anterior censo, llevado a cabo por la Oficina de Naciones Unidas para la Coordinación de Asuntos Humanitarios (OCHA) en 1967, que estableció la población del campamento en 6.209 refugiados. La densidad de población actual es de 155.462 habitantes por kilómetro cuadrado, tratándose de uno de los campamentos de refugiados más densamente poblados de Cisjordania.

## Historia

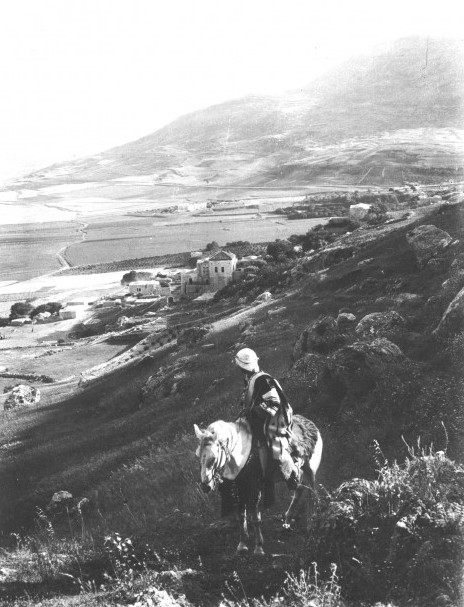
Askar en 1915, décadas antes de la creación del campamento

El 29 de noviembre de 1947, la Asamblea General de las Naciones Unidas aprobó la resolución 181, más conocida como el Plan de Partición de Palestina, que impulsaba la creación de un estado judío y uno árabe en el territorio del Mandato Británico de Palestina. Como consecuencia del avance de las tropas judías antes y durante la guerra árabe-israelí de 1948, unos 700.000 palestinos fueron expulsados o huyeron de sus hogares. A la conclusión de la guerra, Israel les negó el derecho de retorno, por lo que Naciones Unidas decidió crear la Agencia de Naciones Unidas para los Refugiados de Palestina en Oriente Próximo (UNRWA) y una serie de campamentos de refugiados en la Franja de Gaza, Cisjordania, Líbano, Siria y Jordania. 
Los refugiados del campamento de Askar huyeron de unos 36 poblados de las inmediaciones de Jaffa, Haifa y Lod, ciudad esta última en la que el ejército israelí ejecutó una limpieza étnica según diversos historiadores israelíes. Como consecuencia de esta guerra, toda Cisjordania quedó bajo ocupación jordana, situación que solo fue reconocida por Reino Unido, Pakistán e Irak. Tras la guerra de los Seis Días de 1967, Israel tomó el control de Cisjordania y la ha mantenido desde entonces en un régimen de ocupación militar. Numerosas resoluciones tanto de la Asamblea General como del Consejo de Seguridad de Naciones Unidas han solicitado la retirada del ejército israelí a las fronteras anteriores a 1967.

### Ocupación israelí
El 23 de octubre del año 2000, un adolescente de 15 años del campamento de Askar llamado Ashraf Ahmad Abdul-Majid al-Habayeb murió por las heridas de bala sufridas en la cabeza una semana antes durante una manifestación. El niño de 11 años Iyad Imad Muhammad al-Mughrabi moría el 20 de marzo de 2002 a consecuencia de las heridas en la cabeza sufridas tres días antes por fuego israelí. También morirían ese mismo año por disparos de soldados israelíes Ahmad Amjad Abadeh, el 4 de abril, y Qusay Farah abu-Aisha, el 16 de abril, ambos con 12 años de edad. El 22 de enero de 2003, Ahmad Anwar Saqr, de 15 años, moría por varios disparos en la pelvis cuando participaba en una manifestación. El 29 de marzo de ese mismo año, también en una manifestación, moría Muhammad Ahmad Asad Darwish, un adolescente de 15 años que recibió disparos en espalda y pierna por parte de soldados israelíes. Al año siguiente, el 1 de noviembre de 2004, Bashar Sami Said Zabara moría por disparos israelíes en el cuello cuando arrojaba piedras a los soldados. Tenía tan solo 12 años. Odai Khaled Said Tantawi, de 13 años, murió el 30 de septiembre de 2005 por un disparo recibido en el hombro izquierdo mientras jugaba. El 19 de julio de 2006, Mahmoud Muhammad Hamdi Omar abu-Qadama, de 16 años, recibió disparos de soldados israelíes en el abdomen que acabarían con su vida una semana después, el 27 de julio. El 26 de agosto de 2006, Muntasser Suleiman Muhammad Akka estaba arrojando piedras a un bulldozer israelí mientras este derribaba una casa en Nablus cuando recibió varios disparos de soldados israelíes en la espalda. Murió con 15 años. También lanzaba piedras el niño de 5 años Jamil Abdul-Karim Jamil Jabji cuando murió de un disparo en la cabeza realizado desde un jeep militar israelí el 3 de diciembre de ese mismo año. El 24 de octubre fue Abdul-Fatah Fawzi Abdul-Fatah Askar, de 14 años, quien moría por fuego israelí cuando se encontraba cerca de una casa donde se fabricaban cohetes.
Más recientemente, el 23 de noviembre de 2015, dos adolescentes del campamento de Askar murieron cerca de control de seguridad de Huwarah. Se llamaban 'Alaa Khalil Sabbah Hashash y Ashraqat Taha Ahmad Qatnani y ambos tenían 16 años. 'Alaa recibió múltiples impactos de bala en el pecho y los muslos por los disparos realizados por soldados israelíes. Ashraqat fue atropellado por una conductora israelí y después rematada en el suelo por soldados del ejército israelí mientras se encontraba herida. En ambos casos se adujo que se disponían a realizar un ataque con cuchillo.

## Educación
UNRWA gestiona cuatro escuelas en el campamento de Askar para un total de 1.500 alumnos. Todas las escuelas tienen biblioteca, sala de ordenadores y laboratorio de ciencias, así como clases de refuerzo de árabe y matemáticas los sábados. Debido al limitado espacio para construir en el campamento, las dos escuelas de niños comparten patio, restringiendo el acceso al deporte de los niños de Askar. Las escuelas del campamento sufren especialmente de un abandono escolar temprano causado por la imperante pobreza de las familias del campamento.

## Sanidad
UNRWA gestiona también el Centro de Salud del campamento, que proporciona servicios de salud reproductiva, pediatría, vacunaciones, chequeos médicos y tratamiento de enfermedades tanto infecciosas como no infecciosas. También ofrecen ayuda psicológica y planificación familiar, así como los servicios de un dentista cuatro días a la semana. El número de pacientes por día y médico está por encima de cien.

## Servicios sociales
Unos 1.900 habitantes del campamento (un 10% del total de refugiados registrados) reciben ayuda alimenticia de UNRWA. El Programa Dinero de Emergencia por Trabajo ofrece a las familias más empobrecidas oportunidades laborales en el campamento de tres meses de duración en beneficio de la comunidad. El servicio de alcantarillado también está gestionado por trabajadores de UNRWA, estando actualmente en pobres condiciones y tendiendo a colapsarse en épocas de fuertes lluvias.

## Economía
Antes del estallido de la Segunda Intifada, la mayoría de los habitantes del campamento de Akbar trabajaban en Israel. Las limitaciones al movimiento de personas y los permisos exigidos por Israel desde entonces han supuesto un grave incremento del desempleo en el campamento, muchos de cuyos parados tienen carreras universitarias que no pueden poner en práctica. Esto ha provocado que los jóvenes del campamento hayan dejado de ver la educación universitaria como un medio de obtener trabajo.